# Batalla del Metauro
La batalla del Río Metauro fue una batalla de la segunda guerra púnica entre Roma y Cartago, que tuvo lugar cerca del río Metauro en Italia en el año 207 a. C.
Los cartagineses estaban liderados por Asdrúbal Barca que venía desde Hispania a través de los Alpes, para reforzar el ejército de su hermano Aníbal que en esa época se encontraba en el sur de Italia. El ejército romano estaba compuesto por el contingente mandado por el cónsul Marco Livio, al que posteriormente se llamaría Salinator, y por el del pretor en la Galia Lucio Porcio Licino. El día antes de la batalla se les unió el otro cónsul, Cayo Claudio Nerón, con un tercer grupo de tropas.
Claudio Nerón, que se encontraba en el sur de Italia vigilando a Aníbal, se enteró de la llegada de Asdrúbal a Placentia (actual Piacenza), por lo que decidió trasladarse al norte para unirse a las legiones de Livio y Porcio con una pequeña parte de su ejército, dejando el resto al mando de Quinto Cacio en la vigilancia de Aníbal. Nerón se puso a la cabeza de 6000 soldados escogidos de infantería y 1000 jinetes y avanzaron a marchas forzadas, sin descansar ni de día ni de noche. Nerón ingresó de noche al campamento de Livio. Este movimiento no fue advertido por Asdrúbal hasta que al día siguiente ambos contendientes formaron para dar batalla. Con este contingente recién llegado, los cartagineses eran sobrepasados en número por los romanos. El general púnico se retiró a su campamento y ya llegada la noche, abandonó el mismo junto a sus hombres, tratando de encontrar un punto donde vadear el río. Perseguido por los romanos, se vio obligado finalmente a entablar batalla y fue derrotado. En el combate, y una vez todo estaba perdido, Asdrúbal Barca encontró su final luchando. Esta batalla supuso un durísimo golpe del que Cartago no se repondría, pasando desde ese momento Aníbal a desarrollar una guerra a la defensiva en su feudo del Brucio (sur de Italia), perdiendo de esta manera sus opciones de terminar con la supremacía de Roma sobre las ciudades y pueblos de la península itálica.

## Antecedentes
Asdrúbal había sido derrotado unos meses antes en Hispania por Publio Cornelio Escipión en la batalla de Baecula, pero esta derrota no significó su aniquilamiento. Por el contrario, con los restos de su ejército, reforzado con contingentes de tropas de los otros dos ejércitos púnicos que operaban en la península ibérica y contingentes adicionales de mercenarios hispanos, en el invierno de 208 a. C. ingresó a la Galia, donde continuó reclutando soldados, y en la primavera de 207 a. C. cruzó los Alpes y entró al norte de Italia donde se le unieron tropas ligures. Con objeto de averiguar sus movimientos, el Senado romano envió en 208 a. C. a Marco Recio y Lucio Antistio como embajadores ante los masiliotas.
De acuerdo a Apiano, Asdrúbal efectuó este recorrido más rápido que su hermano Aníbal once años antes, pues aprovechó las construcciones hechas por el ejército de este y los tratados que firmó con los galos, por lo que estos no lo agredieron durante su paso y muchos de ellos, se unieron a su ejército. Asdrúbal traía en su ejército, igual que su hermano, elefantes de guerra criados y entrenados en Hispania. 
El ejército de refuerzo púnico ingresó en Italia por el valle del río Po y puso sitio a Placentia, ciudad que no pudo tomar, por lo que siguió en dirección a la costa del Adriático, mientras era seguido por el ejército del pretor romano en la Galia, Lucio Porcio Licino, con quien tuvo algunas escaramuzas. De esta manera llegó a las cercanías del río Metauro.
La noticia de la llegada de Asdrúbal llevó al Senado a urgir a los dos cónsules recién elegidos para oponerse al doble peligro: Cayo Claudio Nerón para enfrentar a Aníbal en el Sur y Marco Livio para detener a Asdrúbal en el Norte. Marco Livio formó un nuevo ejército consular a partir del existente en Etruria el año anterior y de refuerzos adicionales de tropas venidas de Hispania, Sicilia y la guarnición de Roma y tomó contacto con Asdrúbal acampando en el puerto de Senigallia, 20 km al sur de Fano. Aníbal que pensaba que su hermano no iba a pasar los Alpes con tal rapidez, se retrasó en el momento de salir de los cuarteles de invierno, lo que facilitó que los romanos pudiesen reforzar sus contingentes y hacerles frente a ambos. Aníbal estaba en el sur de Italia y su intención era unirse al ejército de su hermano en el centro de la península italiana, por lo que cuando supo que este había llegado a Placentia, se movió un poco al norte de Canosa en el río Ofanto.

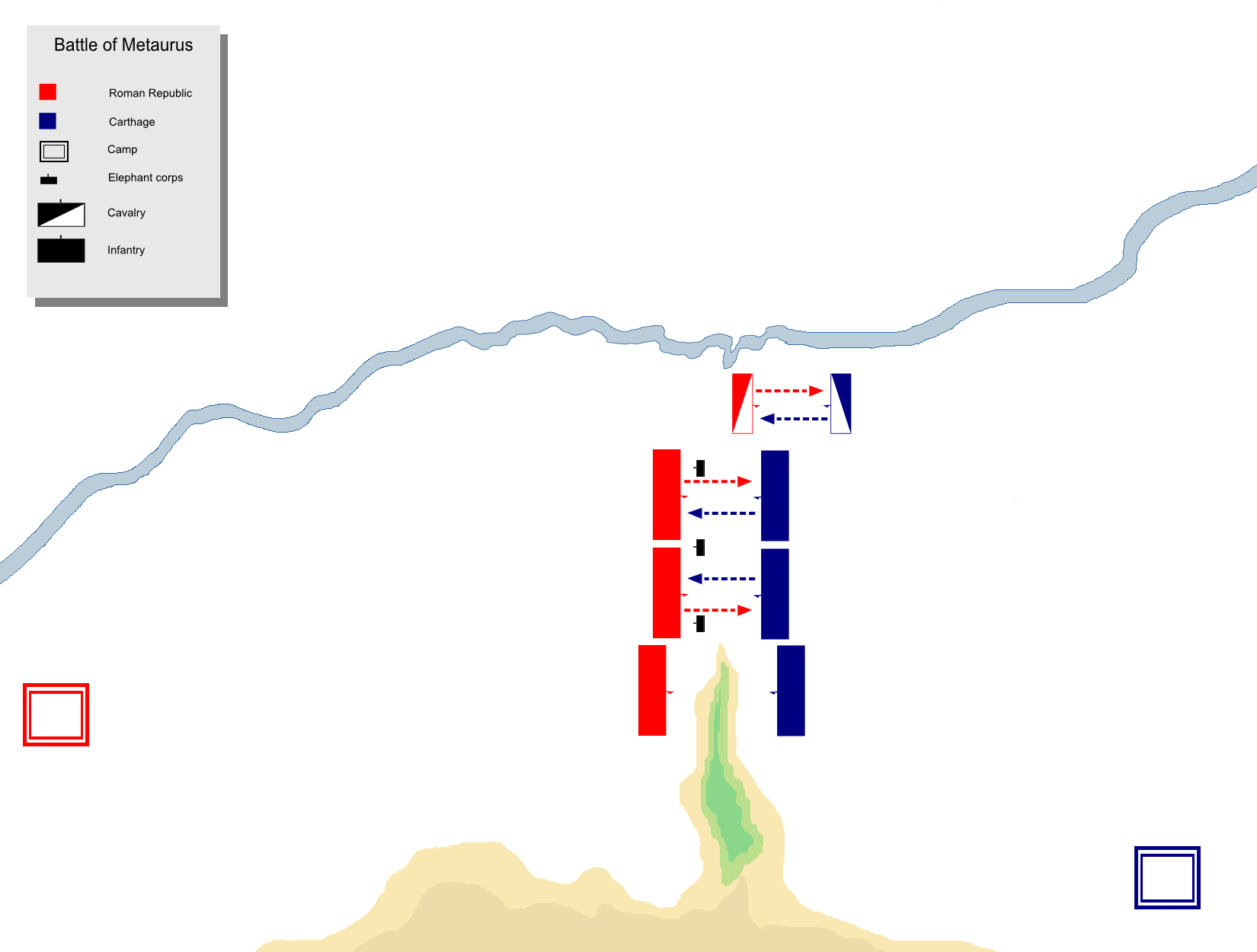
La caballería, el centro y el ala izquierda romanas cargan contra los cartagineses.

Asdrúbal, al levantar el sitio de Placentia, envió a cuatro jinetes galos y dos númidas con una carta para Aníbal en la que le proponía cruzar los Apeninos y juntarse en Umbría para proseguir juntos las operaciones contra Roma. Estos jinetes cruzaron toda Italia y buscaron a Aníbal en los alrededores de Tarento, pues no sabían que este había avanzado más al norte. Fueron apresados por tropas romanas del pretor en Tarento, que los mandó al cónsul Cayo Claudio Nerón, quien decidió enviar la carta a Roma e informarles que él tomaría 6000 infantes escogidos y 1000 jinetes de su ejército consular con los cuales se dirigiría al norte para reforzar a Livio y a Porcio.

## Encuentro de los cónsules
Cayo Claudio Nerón y sus 7000 hombres avanzaron a marchas forzadas, sin descansar ni de día ni de noche. Recorrieron los 400 km hasta Senigallia en siete días según los historiadores de la época. Nerón envió mensajeros a Livio los cuales le informaron que estaba a un día de camino y le preguntaron si era preferible que la llegada fuese por la noche o por el día, si había necesidad de hacer otro campamento o establecerse en el del cónsul o el del pretor y otros detalles de la llegada. Livio decidió alojar a las tropas de su colega en el mismo campamento que las suyas (sin siquiera extenderlo) y que la llegada se efectuase de noche.

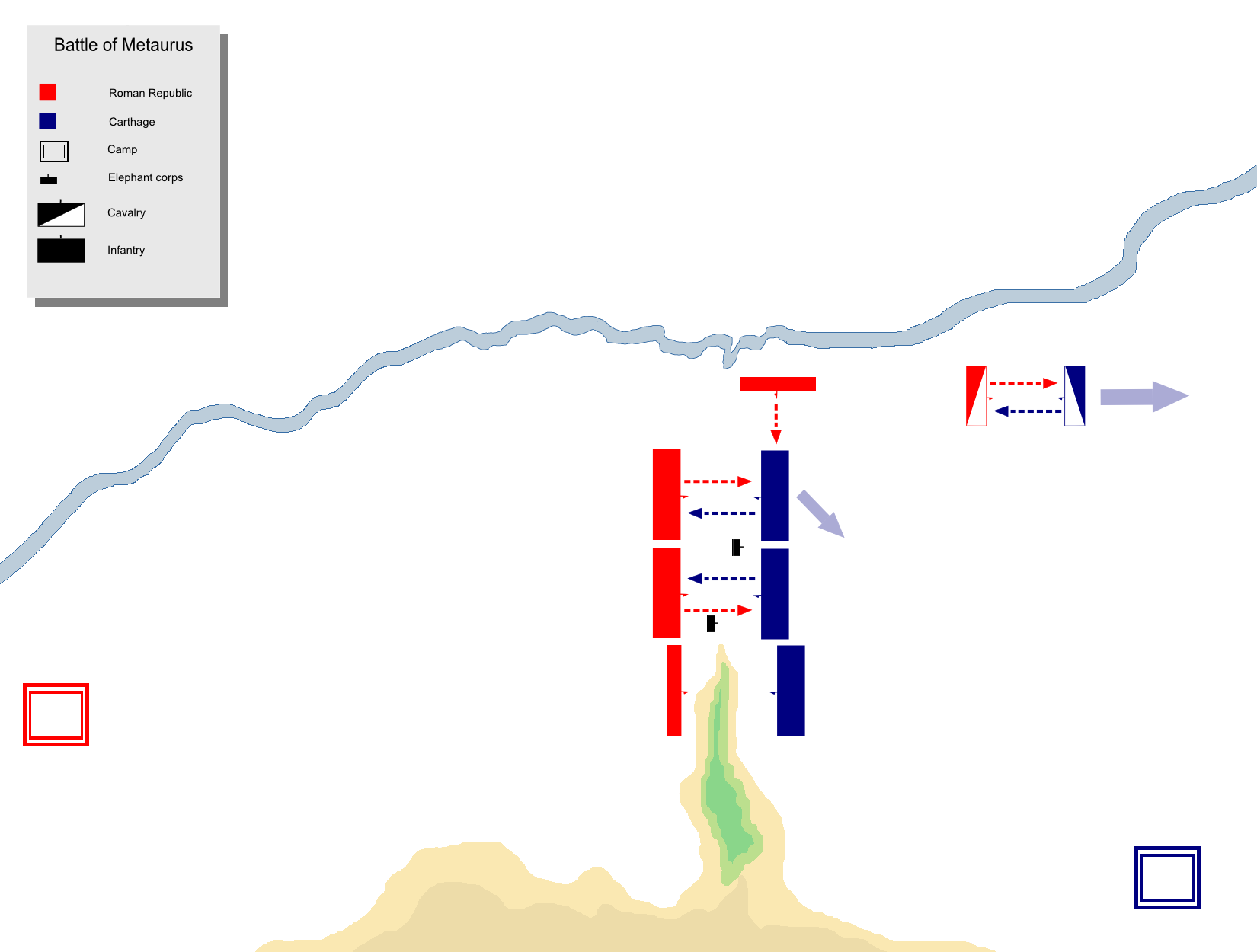
La caballería romana hace retroceder a su rival, dejando desprotegido el flanco izquierdo de los cartagineses. Entonces, Claudio Nerón carga por sorpresa contra ese sector del ejército enemigo.

Inmediatamente después de la llegada de Nerón, se celebró un consejo de guerra en el que se aceptó su recomendación de atacar inmediatamente a los cartagineses aprovechando el factor sorpresa de la llegada de los refuerzos y además, para poder regresar a los campamentos antes de que Aníbal se diese cuente que estaba siendo engañado.
A pesar de las precauciones tomadas por los romanos para no delatar la llegada de las tropas de Nerón, Asdrúbal lo supo, pues una de sus patrullas de reconocimiento informó que la señal de presencia de un personaje importante había sonado una vez en el campo del pretor y dos en la del cónsul, por lo que supuso que había llegado un segundo cónsul al campamento. Asdrúbal optó por evitar el combate y en la noche levantó el campamento y aprovechando la oscuridad se deslizó por el valle del Metauro hacia la vía Flaminia, pero sus guías desertaron, por lo que su marcha se demoró y dio tiempo a los romanos, que se dieron cuenta de su retiro, de alcanzarlo y obligarlo a presentar batalla.

## La batalla

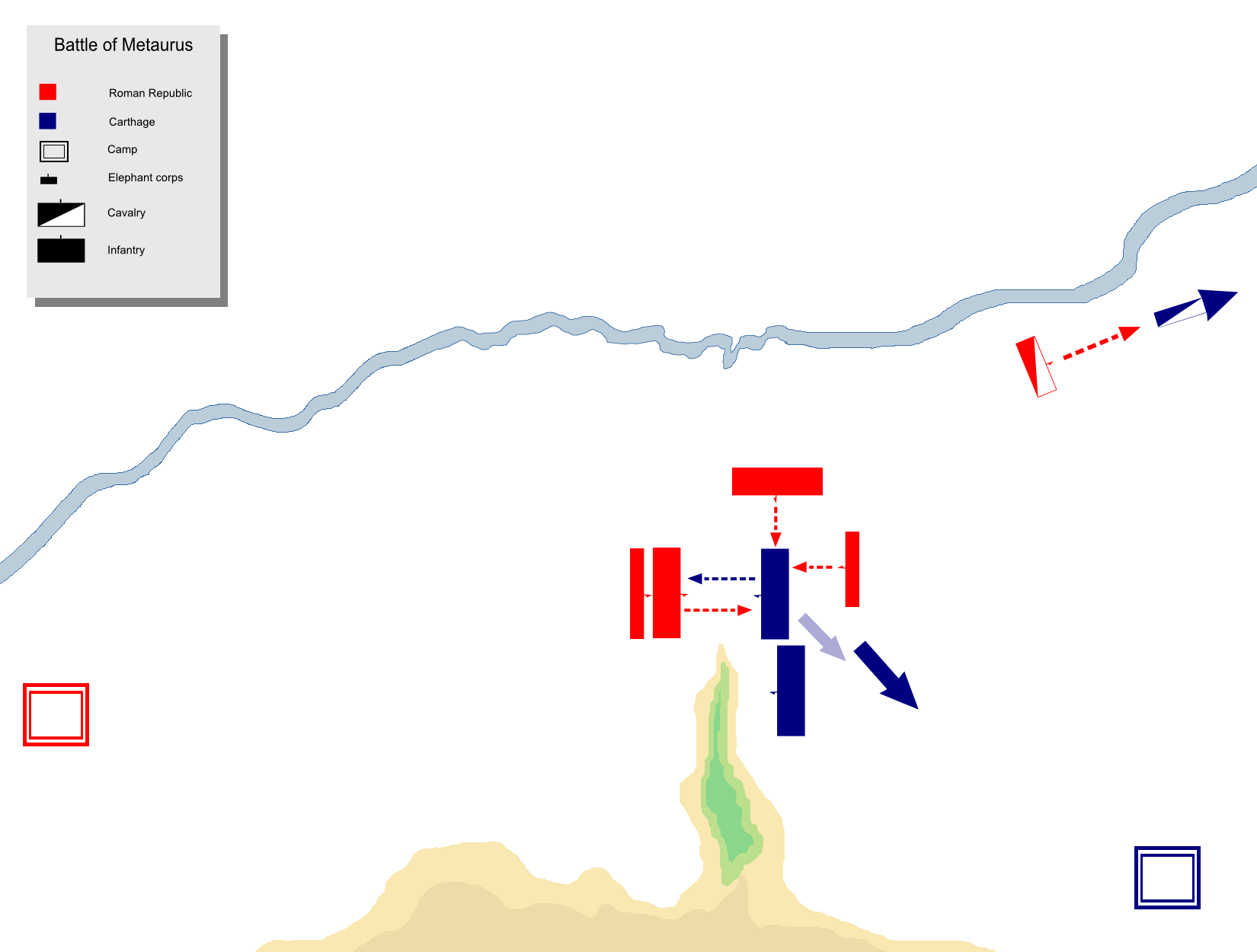
El ala derecha romana se suma a su centro y carga contra el centro enemigo, que es atacado por Nerón y el ala derecha romana. La caballería cartaginesa huye del campo de batalla.

El número exacto de tropas de ambos bandos es desconocido. Se estima que el ejército de Asdrúbal podría haber tenido de 30 000 a 48 000 hombres con 8000 jinetes y que el ejército consular inicial de Marco Livio Salinator debería contar con no menos de 30 000 hombres a los que habría que sumar el ejército de dos legiones del pretor en la Galia, Lucio Porcio Licino y los más de 6000 infantes y 1000 jinetes de refuerzo que trajo el cónsul Cayo Claudio Nerón. El ejército de Asdrúbal en el momento de iniciar el combate debía ser menor en infantería ignorándose el balance de las caballería de ambos bandos.
Asdrúbal dispuso su ejército en una larga línea, de modo que los ligures se ubicaron en el centro, cubiertos por los elefantes, las tropas ibéricas a la derecha bajo su mando directo y los galos a la izquierda en una colina que se cree era la de San Ángelo, quedando bastante separados de los ligures.
Frente a los galos tomó posición Nerón, mientras que Livio lo hizo frente a los hispanos y Porcio se colocó frente a los ligures.

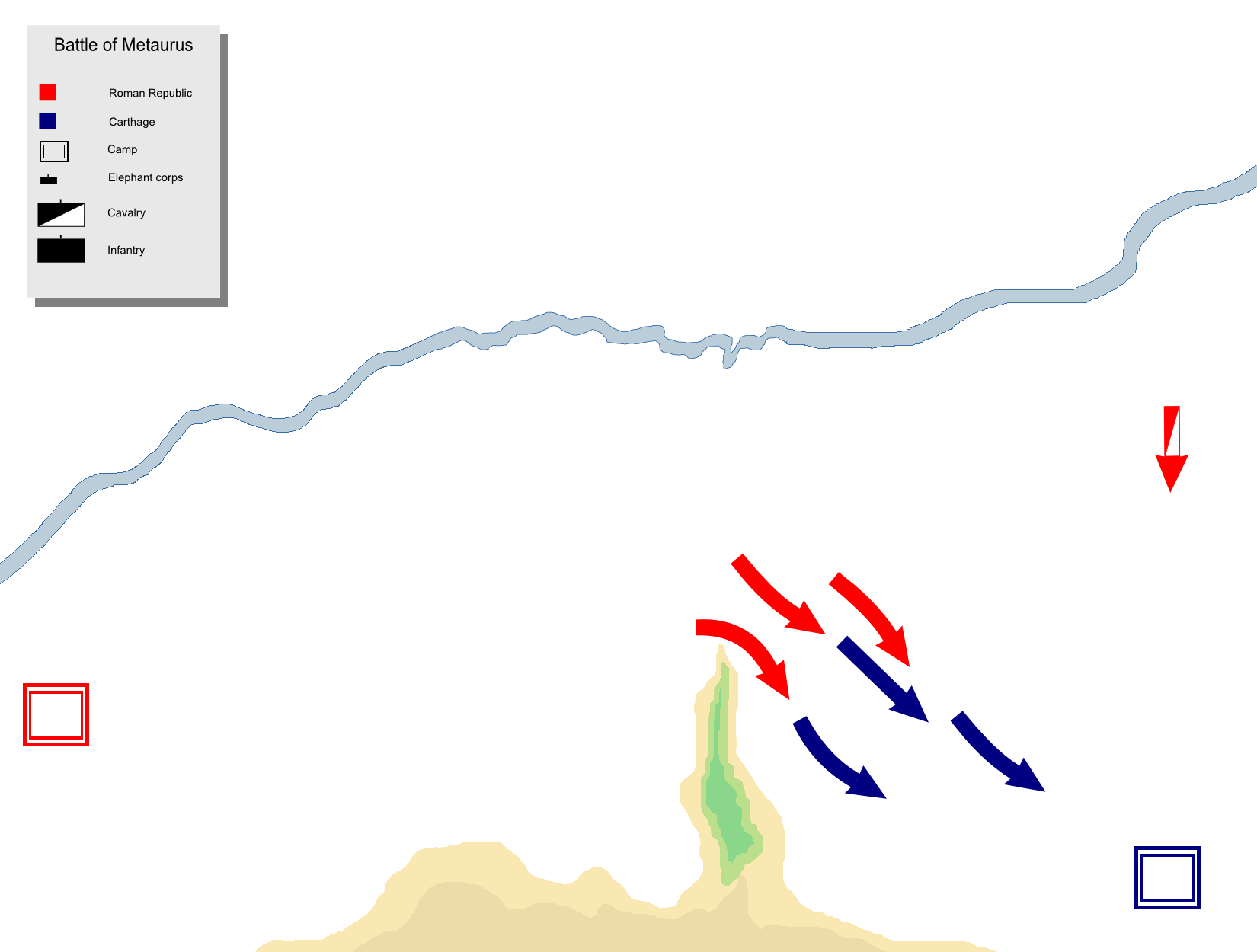
Retirada completa del ejército cartaginés.

El combate lo iniciaron los ibéricos avanzando contra las tropas de Livio. Al comienzo los cartagineses sacaron ventaja, pues sus elefantes lograron romper las líneas romanas. Los hispanos y los ligures estaban combatiendo ventajosamente contra las tropas de Livio y Porcio. Una carga de elefantes fue detenida, llevando a los animales aterrados a volver contra sus filas, desordenándolas. Seis de ellos fueron sacrificados por sus propios mahout y el resto abandonado por estos y capturados por los romanos poco después.
La configuración del terreno del ala derecha romana impedía que tomaran contacto con los galos, permaneciendo inactiva en su posición. Nerón, al ver la reñida batalla que se desarrollaba a su izquierda, decidió participar. Dejó una fuerza de cobertura frente a los galos y llevó al grueso de sus fuerzas, 2000 soldados, fuera de la vista de Asdrúbal, pasando por detrás de las tropas de Livio y Porcio, y ante la sorpresa del cartaginés lo atacó furiosamente por su flanco derecho y luego sobre su retaguardia, empujándola hacia los ligures. Los hispanos entraron en pánico ante la sorpresiva arremetida de Nerón, pero no se alejaron de Asdrúbal, quien, al ver perdida la batalla, azuzó su caballo y se arrojó contra una cohorte romana, contra la que murió luchando al lado de los mercenarios. Según Polibio las bajas debieron ser de unos 10 000 cartagineses muertos y unos 2000 romanos.
Tras el combate, los romanos atacaron el campamento cartaginés, donde encontraron a multitud de galos borrachos e incapaces de luchar, y los exterminaron, junto con los púnicos que no fueran de alto rango. Del saqueo se obtuvieron más de trescientos talentos.

## Consecuencias
Aníbal recibió la noticia de la muerte de su hermano y la destrucción del ejército cuando el cónsul Neron le arrojó la cabeza de su hermano al campamento junto con algunos prisioneros. Al enterarse de la muerte y derrota de su hermano, se retiró a Brucio, pese a lo cual los romanos no se atrevieron a atacarle. Algunos de los mercenarios y africanos supervivientes de la batalla llegaron y se unieron a él.
Por otra parte, a los soldados romanos les devolvió la confianza perdida ante las derrotas sufridas en manos de los cartagineses y a Roma le aseguró la lealtad de los aliados y pueblos sometidos. Desde ese momento, la iniciativa pasó a manos romanas.
El cónsul Claudio Nerón fue el gran general que en dos oportunidades, gracias a su intuición y quebrando todas las reglas, fue el artífice de la victoria romana en esta batalla. El triunfo les fue otorgado a ambos cónsules, Livio y Nerón, pero solo Livio entró con sus tropas y en el carro, mientras que Nerón iba a caballo. Sin embargo, los romanos decían que quien iba montado en el caballo era el verdadero héroe.
Dos años después de la derrota, Magón Barca, el otro hermano de Aníbal, desembarcó cerca de la actual Génova exitosamente con 12 000 infantes y 2000 jinetes de refuerzo.

### Modernas
- Carey, Brian Todd (2007). Hannibal's Last Battle: Zama and the Fall of Carthage. Pen and Sword. ISBN 9781844156351.
- Fuller, J.E.C. (1963). Batallas decisivas del mundo occidental y su influencia en la historia. Barcelona: Luis de Caralt.
- Kinder, Hermann & Werner Hilgemann (1972). Atlas histórico mundial. Madrid: Ediciones Istmo.
- Olmi, Massimo (2020). La battaglia del Metauro. Alla ricerca del luogo dello scontro. Roma: Edizioni Chillemi. ISBN 978-88-99374-53-2.
- Tucker, Spencer (2010). Battles That Changed History: An Encyclopedia of World Conflict. Santa Bárbara, California: ABC-CLIO. ISBN 978-1-59884-430-6.